# Атанасій Кірхер
Атана́сій Кі́рхер (нім. Athanasius Kircher; 2 травня 1602, Гайза, біля Фульди — 27 листопада 1680, Рим) — німецький учений-полімат, ерудит і винахідник, монах Товариства Ісуса, автор численних трактатів за найрізноманітнішими предметами (фізика, природничі науки, мовознавство, порівняльне релігієзнавство, геологія, медицина, антикваріат, теолоґія, математика). За життя користувався загальноєвропейською славою, курував ґлобальний проєкт виміру магнітного схилення, був сповідником і духівником деяких ґерманських князів, що приїжджали до Рима. Кірхера порівнюють із колегою-єзуїтом Руджером-Йосипом Бошковичем і Леонардо да Вінчі за широкий спектр його інтересів, і він отримав титул «Майстер ста мистецтв».
Відомий за свої праці з єгиптознавства, укладач першої граматики коптської мови та словника, який залишався основним протягом півтораста років. У творі «Єгипетський Едіп» Кірхер запропонував (невдалу) спробу розшифрування єгипетських ієрогліфів. Проте він правильно встановив зв'язок між давньоєгипетською та коптською мовами, і деякі коментатори вважають його засновником єгиптології. Також здійснював археолоґічні дослідження.
Кірхер також захоплювався китаєзнавством і написав енциклопедію Китаю, де розкрив ранню присутність несторіанських християн, а також намагався встановити зв'язки з Єгиптом і християнством.
Понад 40 років викладав у Римській колегії, де заснував кабінет рідкостей (вундеркамеру), що розрісся до музею та взяв його ім'я — Кірхеріанум (1651). Склав «Опис Китайської імперії» (1667), який тривалий час був важливим джерелом інформації про культури Далекого Сходу.
Робота Кірхера в галузі геології включала дослідження вулканів і скам'янілостей. Один із перших дослідників, який спостерігав мікроби за допомогою мікроскопа, Кірхер випередив свій час, припустивши, що чума викликана інфекційним мікроорганізмом і запропонувавши ефективні заходи для запобігання її поширенню.
Кірхер також виявляв гострий інтерес до техніки та механічних винаходів; винаходи, які йому приписують, включають магнітний годинник, різні автомати та перший мегафон. Винахід чарівного ліхтаря неправильно приписували Кірхеру, хоча він провів дослідження принципів, задіяних у своїй праці Ars Magna Lucis et Umbrae.
Наукова зірка свого часу, наприкінці свого життя він був затьмарений раціоналізмом Рене Декарта та інших. Приналежність до Товариства Ісуса та своєрідність поглядів, що посилались на філософію епохи Відродження, призвели до того, що в умовах наукової революції Кірхер став символом відсталості, а перегляд поглядів на його роль у науці XVII століття почався лише 1980-х років.
Наприкінці ж 20-х століття естетичні якості його творчості знову почали цінуватися. Один сучасний вчений, Алан Катлер, описав Кірхера як «гіганта серед учених сімнадцятого століття» та «одного з останніх мислителів, які могли по праву претендувати на те, що всі знання відносяться до їх праць». Інший вчений, Едвард В. Шмідт назвав Кірхера «останньою людиною Відродження».
Основоположні дослідження наукової біографії Кірхера побачили світ лише після 2000-х років. У своїй книзі про Кірхера «Людина помилкових уявлень» у 2012 році Джон Глассі писав, що «багато справжніх ідей Кірхера сьогодні здаються надзвичайно сторонніми, якщо не просто дивними», але він був «борцем дива, людиною благоговіння з надихаючою ерудицією та винахідливістю», творчість якого читали «найрозумніші уми того часу».
Похований у головній церкві єзуїтського ордену Іль-Джезу.
Також — Афанасій Кірхер.

## Біографія
Атанасій Кірхер народився 2 травня 1601 або 1602 року (він сам не знав у якому точно році) в Гайзі (Бухонії, передмісті Фульди, Тюрингія, Німеччина). Від місця свого народження він взяв епітети Бухо, Бухоній і Фульденсіс, які іноді додавав до свого імені.
У його батьків було дев'ять дітей, і Атанасій був наймолодшим серед них. З 1614 по 1618 рік він ходив в єзуїтський колегіум у Фульді, і щоб вступити в семінарію він став членом ордену новіціату товариства. На додаток до навчання в школі також навчався івриту у рабина. Вивчав теологію і філософію у Падерборні, але втік до Кельна в 1622 році, рятуючись від наступаючих протестантських сил. Під час подорожі провалився крізь лід, перетинаючи замерзлий Рейн — один із кількох випадків, коли його життя було під загрозою. Пізніше, подорожуючи до Гайлігенштадта, він був спійманий і ледь не повішений групою протестантських солдатів.
З 1622 по 1624 рік Кірхера було відправлено розпочати період регентства в Кобленці в якості вчителя. За цим відбулося призначення до Гайлігенштадта, де він викладав математику, іврит і сирійську мову, а також створював шоу феєрверків і рухомих декорацій для візиту курфюрста архієпископа Майнца, демонструючи ранні докази його інтересу до механічних пристроїв. Він був висвячений на священика в 1628 році і став професором етики та математики у Вюрцбурзькому університеті, де також викладав філософію, іврит та сирійську мови. Починаючи з 1628 року, він почав проявляти інтерес до єгипетських ієрогліфів.
У 1631 році, ще перебуваючи у Вюрцбурзі, Кірхеру нібито було пророче видіння про яскраве світло та озброєних людей з кіньми в місті. Незабаром після цього Вюрцбург був атакований і захоплений, що призвело до того, що Кірхер отримав повагу за передбачення катастрофи за допомогою астрології, хоча Кірхер приватно наполягав, що він не покладався на це. У тому році Кірхер опублікував свою першу книгу (Ars Magnesia, у якій розповідалося про його дослідження магнетизму), але під час тридцятилітньої війни, його відправили до папського університету Авіньйону у Франції. 1633 року імператор покликав його до Відня, щоб замінити Кеплера на посаді математика при дворі Габсбургів. Через втручання Ніколя-Клода Фабрі де Пейреска наказ було скасовано, а його відправили до Риму для продовження наукової роботи, але він уже вирушив до Відня.
По дорозі його корабель збився з курсу, і він прибув до Риму, перш ніж дізнався про зміну пункту призначення. Він оселився в місті до кінця свого життя, і з 1634 кілька років викладав математику, фізику та східні мови в Колегіо Романо (тепер Папський Григоріанський університет), перш ніж звільнитись, щоб присвятити себе дослідженням. Він вивчав малярію та чуму, зібравши колекцію старожитностей, яку він виставив разом із приладами власного твору в музеї Кірхеріанум.
У 1661 році Кірхер виявив руїни церкви, яка, по словам, була побудована Костянтином Великим на місці, де святий Євстахій бачив розп'яття в оленячих рогах. Він зібрав гроші, щоб оплатити реконструкцію церкви як Santuario della Mentorella, і його серце було поховано в церкві після його смерті.

## Роботи

Фронтиспис до Лаціума Кірхера.

Один з учених людей свого часу, він написав багато трактатів з найрізноманітніших предметів, де поруч з точними відомостями повідомляються байки без найменшого критичного до них відношення.
Один з учених людей свого часу, Кірхер опублікував багато трактатів та книг з найрізноманітніших предметів, таких як єгиптологія, геологія та теорія музики, де поруч з точними відомостями повідомляються байки без найменшого критичного до них відношення. Його синкретичний підхід нехтував традиційними межами між дисциплінами: наприклад, його Magnes нібито обговорював магнетизм, але також досліджував інші способи тяжіння, такі як гравітація та любов. Мабуть, найвідомішою працею Кірхера Едіп Егіпетський (1652–54), обширне дослідження єгиптології та порівняльного релігієзнавства.
Його книги, написані латинською мовою, отримали широке поширення в XVII столітті і сприяли широкому поширенню наукової інформації. Вважається, що Кірхер не зробив істотного оригінального внеску, хоча деякі відкриття та винаходи (наприклад, чарівний ліхтар) іноді помилково приписуються йому.

У його передмові до Ars Magna Sciendi Sive Combinatoria (Велике мистецтво пізнання, або комбінаторне мистецтво) напис говорить:
"Nothing is more beautiful than to know all."— «Немає нічого прекраснішого, ніж знати все».
З його творів з фізики і математики відомі:
- «Ars magna lucis et umbrae» (1646),
- «Musurgia universalis» (про звук і музику, в тому числі містить теорію афектів 1650),
- «Organum mathematicum».

Уявлення про будову Землі викладені в його роботі «Mundus subterraneus» («Підземний світ», +1664), зоологічні знання того часу були підсумовані Кірхером в книзі «Arca Noae» («Ноїв ковчег», 1675).
У Римі, в Collegio Romano, до сих пір зберігається складена Кірхером колекція предметів природної історії, старожитностей, фізичних і математичних інструментів, описана Буоннані (1709) і Латтара (1773) в книзі «Museo Kircheriano».
З філологічних і антикварських його друкованих робіт відомі:
- «Prodromus copticus» (1636)
- «Oedipus Aegyptiacus» (1 652),
- «China monumentis … illustrata» (1667) та ін.

## Лінгвокультурологія

### Єгиптологія

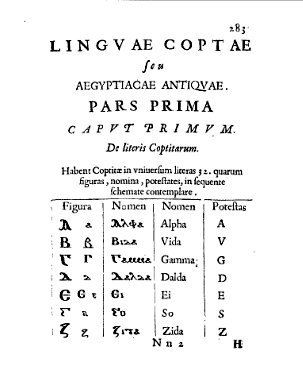
Коптський алфавіт від Prodromus Coptus sive aegyptiacus.

Останній відомий приклад єгипетських ієрогліфів датується 394 роком нашої ери, після чого всі знання про ієрогліфи були втрачені. Поки Томас Юнг і Жан-Франсуа Шампольйон не знайшли ключ до ієрогліфів у XIX столітті, головним авторитетом був грецький граматик IV століття Гораполлон, чиїм головним внеском було помилкове уявлення про те, що ієрогліфи — це «малюнкове письмо» і що майбутні перекладачі повинні шукати символічне значення в малюнках.
Перше сучасне дослідження ієрогліфів з'явилося в Ієрогліфікі П’єріо Валеріано Больцані (1556). Кірхер був найвідомішим із «дешифрувальників» між стародавніми та сучасними часами та найвідомішим єгиптологом свого часу. У своїй Lingua Aegyptiaca Restituta (1643) Кірхер назвав ієрогліфи «цією мовою, досі невідомою в Європі, в якій стільки ж малюнків, скільки літер, стільки ж загадок, скільки звуків, словом, стільки ж лабіринтів, з яких потрібно втекти, як гір, на які потрібно піднятися.» Хоча деякі з його уявлень давно дискредитовані, частини його роботи були цінними для пізніших учених, і Кірхер став піонером єгиптології як галузі серйозних досліджень.
Інтерес Кірхера до єгиптології почався в 1628 році, коли його зацікавила колекція ієрогліфів у бібліотеці Шпаєра. Він вивчив коптську мову в 1633 році і опублікував її першу граматику в 1636 році, Prodromus Coptus. Тоді Кірхер порушив Гораполлонову інтерпретацію ієрогліфів у своїй Lingua aegyptiaca restituta. Кірхер стверджував, що коптська мова зберегла останній розвиток давньоєгипетської мови. Через це Кірхера вважали справжнім «засновником єгиптології», оскільки його робота була проведена «до того, як відкриття Розетського каменю зробило єгипетські ієрогліфи зрозумілими для вчених». Він також визнав зв'язок між ієратичним та ієрогліфічним письмом.